# Euroloop
Euroloop je uređaj, koji se koristi u sustavu ETCS.
Za razliku od eurobalize, euroloop služi kontinuiranom prijenosu informacija između vozila i centrale.

## Poveznice
- ETCS
- Eurobaliza